# Томатный
Тома́тный — хутор в Предгорном районе (муниципальном округе) Ставропольского края России.
До 16 марта 2020 года входил в состав муниципального образования «Сельское поселение Подкумский сельсовет».

## География
Расстояние до краевого центра: 127 км.
Расстояние до районного центра: 10 км.

## Население
| 1989 | 2002 | 2010 | 2014 |
| ---- | ---- | ---- | ---- |
| 82   | ↗122 | ↗131 | ↗200 |

По данным переписи 2002 года, 57 % населения — русские.